# Masahiko Ichikawa
Masahiko Ichikawa (市川 雅彦 Ichikawa Masahiko?), född 17 september 1985 i Tokyo prefektur, är en japansk före detta fotbollsspelare.
Ichikawa började sin karriär 2008 i Omiya Ardija. 2011 blev han utlånad till Tokyo Verdy. Han gick tillbaka till Omiya Ardija 2012. Han avslutade karriären 2012.